# Sulaima bint al-Mahdi
Sulaima bint al-Mahdi (geb. wohl nach 768, gest. im 8. oder 9. Jahrhundert) war eine Prinzessin der Abbasiden-Dynastie und eine Tochter des dritten Abbasiden-Kalifen al-Mahdi (um 744–785, reg. 775–785).

## Leben
Sulaima bint al-Mahdi war die Tochter des dritten Abbasiden-Kalifen al-Mahdi (um 744–785, reg. 775–785), ihre Mutter die Sklavenkonkubine Bahtariya gelangte wohl nach 768 in den Besitz von al-Mahdi. Bahtariya gebar ihrem Besitzer drei Kinder, den Sohn Mansur ibn al-Mahdi, sowie die beiden Töchter Sulaima und Aliya bint al-Mahdi. Im Gegensatz zu ihren Geschwistern ist über Sulaima nicht viel mehr bekannt.